# Alex Stein
Alex Stein (Evansville, 2 mei 1997) is een Amerikaans basketballer.

## Carrière
Stein speelde collegebasketbal voor de Southern Indiana Screaming Eagles van 2015 tot 2019. In 2019 werd hij niet gekozen in de NBA draft maar wel in de NBA G League draft van dat jaar als twaalfde in de eerste ronde door de Canton Charge. Hij speelde vijftien wedstrijden in het seizoen 2019/20 dat werd ingekort door de coronapandemie.
Voor het seizoen 2021/22 tekende hij in de Luxemburgse competitie bij BBC Résidence Walfer waar hij een seizoen speelde. In de zomer van 2022 tekende hij een contract bij het Belgische Limburg United waar hij ook een seizoen speelde. In augustus 2023 tekende hij een contract bij de Kroatische eersteklasser KK Cibona, hij verliet de club midden januari 2024. Hij tekende daarna voor het Poolse Spójnia Stargard. Aan het einde van het seizoen wisselde hij de club in voor reeksgenoot Czarni Słupsk.